# 丽江文化旅游学院
26°55′06″N 100°13′45″E / 26.91841°N 100.22908°E
丽江文化旅游学院，是由中华人民共和国云南省人民政府主管、云南大博文化投资有限公司举办的一所民办大学，位于云南省丽江市古城区，学校也是丽江市第一所本科高校，其办学立足于丽江等市州的经济社会发展，并培养其所需合格的应用型、技术技能型人才，故学科设置多具有应用型特点。

## 历史
2001年11月4日，丽江地区行署与云南大学、云南大博文化投资有限公司共同签订了联合创办云南大学丽江旅游文化学院的协议；并于翌年成立，2004年，中华人民共和国教育部明定学校为云南大学的独立学院。
2021年2月，中华人民共和国教育部同意云南大学旅游文化学院转设为民办的丽江文化旅游学院，脱离云南大学建制。